# De sataniske vers
De sataniske vers er en bog af den indisk-engelske forfatter Salman Rushdie. Da bogen blev udgivet i 1988 skabte den megen røre – især i den muslimske verden, da mange muslimer anså bogens indhold for blasfemisk, eftersom Rushdie i et kapitel henviser til en apokryf muslimsk legende, hvori den muslimske profet Muhammed i et svagt øjeblik anerkender andre guddomme end Allah. Indien var det første land, der helt bandlyste bogen, og andre lande fulgte sidenhen trop.

## Handling
Bogen omhandler de to indere Gibreel Farishta og Saladin Chamcha, der er på vej til England med det samme fly fra Indien. Flyet sprænges imidlertid i luften af terrorister, og Gibreel og Saladin styrter ned i Den engelske kanal. Mirakuløst nok overlever de faldet, men en mystisk forvandling finder sted, der omskaber Gibreel til et englelignende væsen, mens Saladin derimod får udseende og lugt som Djævlen. Bogen omhandler de to hovedpersoners forhistorie og de mange intriger og kaotiske begivenheder, der følger i kølvandet på den skæbnesvangre flykapring.
I et kapitel i bogen drømmer Gibreel om en person, der tydeligvis skal forestille islams profet Muhammed. Denne får en åbenbaring om at anerkende de tre arabiske gudinder al-Lat, al-Manat og al-Uzza som halvguder. Han (dvs. islams profet Muhammed) trækker dog senere dekretet tilbage angiveligt med henvisning til, at det skyldtes en satanisk indskydelse.

## Reaktioner på romanen
Romanen afstedkom betydelig kontrovers i det muslimske miljø, idet flere muslimer anser romanen for blasfemisk. Flere beskyldte Rushdie for at have misbrugt sin ytringsfrihed. Pakistan forbød romanen i november 1988. Den 12. februar 1989 demonstrerede mere end 10.000 mennesker i Islamabad mod Rushdie. Seks demonstranter blev dræbt under et angreb på det amerikanske kulturcenter i byen. Som protesterne i den muslimske verden bredte sig, forbød Indien import af romanen. Under muslimske demonstrationer i London, blev romanen afbrændt.
I midten af februar 1989 udstedte den iranske Ayatollah Ruhollah Khomeini, daværende leder af Iran, en fatwa der foreskrev drab på Rushdie og bogens forlæggere, og opfordrede alle muslimer til at finde og udpege Rushdie til drabsmænd, hvis de ikke selv kunne dræbe ham. Samtidig blev udlovet en dusør til den der dræber Rushdie. Den britiske konservative regering under Margaret Thatcher støttede Rushdie og gav omfattende politibeskyttelse, men flere politikere, både konservative og Labour, kritiserede Rushdie. Labours parlamentsmedlem Keith Vaz ledte en march gennem Leicester med krav om at bogen blev forbudt, og den tidligere konservative formand Norman Tebbit kaldte Rushdie for en "exceptionel skurk", hvis "offentlige liv har være en lang række af foragtelige handlinger, hvor han har forrådt sin opvækst, religion, nye hjemland og nationalitet".
En muslimsk gerningsmand dræbte i 1991 den japanske oversætter af romanen og kort inden var den italienske oversætter af romanen blevet udsat for et knivoverfald og blev alvorlig såret. Den norske forlægger af romanen, William Nygaard, blev i 1993 hårdt såret med tre skud. Den tyrkiske oversætter af romanen blev udsat for et forsøg på mordbrand, da muslimer satte ild på det hotel, hvor han boede; 37 mennesker omkom ved branden, men oversætteren slap væk, da den ophidsede menneskemængde ikke kunne genkende ham.
Rushdie blev i 1996 tildelt EU's litteraturpris (Aristeionprisen) og prisuddelingen skulle findested på det danske kunstmuseum Arken. Den danske socialdemokratiske regering under daværende statsminister Poul Nyrup Rasmussen afviste imidlertid at give Rushdie indrejsetilladelse til Danmark under henvisning til, at Danmark ikke kunne garantere Rushdies sikkerhed. Regeringens nægtelse af et indrejsevisum rejste betydelig debat og kritik, og regeringen måtte herefter give efter og give Rushdie et indrejsevisum.
I marts 2016 blev belønningen udlovet til den der dræber Rushdie forøget til 2,8 millioner $.
Den 12. august 2022 blev Salman Rushdie udsat for et knivoverfald, da en 24-årig mand angreb Rushdie under et arrangement i delstaten New York. Rushdie overlevede angrebet, men kom alvorligt til skade.